# Gradella
45° 25' 33" N 9° 31' 58" E

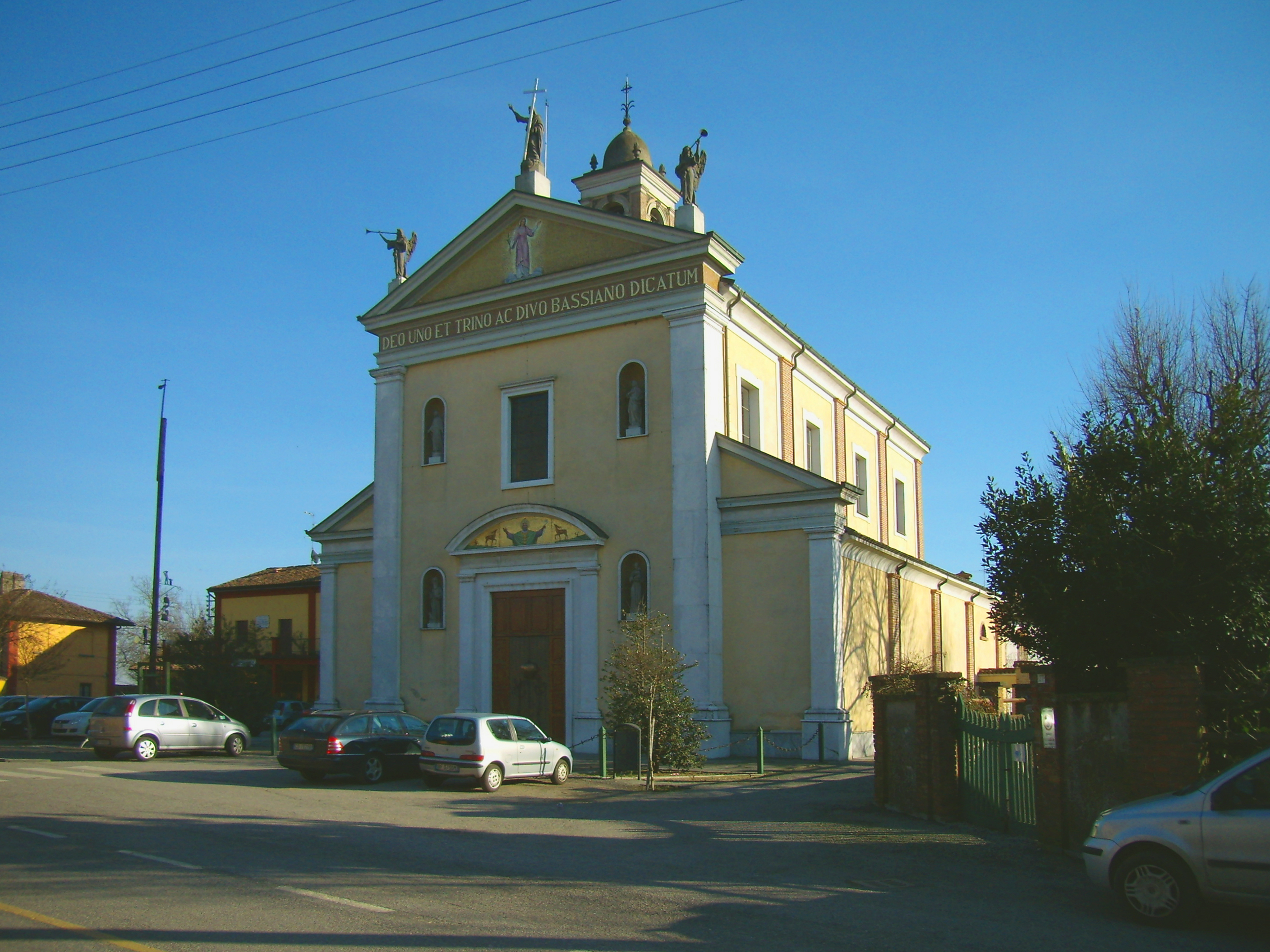
A igreja paroquial de Gradella

Gradella (em dialeto cremonès Gardella) é uma fração comunal da comuna de Pandino, província de Cremona, Lombardia, Itália.

## História
Gradella é uma pequena aldeia cujas origens remontam ao Alta Idade Média (entre os séculos VIII e IX) e foi a sé paróquial.
A aldeia, que em 1861 tinha 359 habitantes, foi anexada, junto com Nosadello, à comuna de Pandino após a Unificação da Itália.
Durante a década de 1930, a propriedade de Gradella passou para o conde Aymo Maggi, famoso por ser um dos criadores e organizadores da corrida automobilística da Mille Miglia. Em 1982, dona Camilla Martinoni Caleppio, viúva de Aymo Maggi, vendeu todas as suas propriedades em Gradella (incluindo Vila Maggi), terminando assim a secular presença na aldeia desta família nobre, que construiu escolas o aqueduto, os banheiros públicos e um centro esportivo. A praça de Gradella está dedicada a ele.

## Pessoas notáveis
- Egidio Miragoli, (1955), bispo de Mondovì

## Monumentos
- Igreja paroquial da Santíssima Trindade e de são bassiano, Século XIX
- Vila Maggi, construída no século XVII num prédio preexistente do século XVI, com um lindo parque[4]